# Bársonyos, Komárom-Esztergom
Bársonyos  este un sat în districtul Kisbér, județul Komárom-Esztergom, Ungaria, având o populație de 795 de locuitori (2011). 

## Demografie
Componența etnică a satului Bársonyos
     Maghiari (99,09%)
     Alții (0,91%)
Componența confesională a satului Bársonyos
     Romano-catolici (56,98%)
     Reformați (3,77%)
     Fără religie (3,27%)
     Luterani (1,64%)
     Necunoscută (33,96%)
     Atei (0,38%)
Conform recensământului din 2011, satul Bársonyos avea 795 de locuitori. Din punct de vedere etnic, majoritatea locuitorilor (99,09%) erau maghiari.  Din punct de vedere confesional, majoritatea locuitorilor (56,98%) erau romano-catolici, existând și minorități de reformați (3,77%), persoane fără religie (3,27%) și luterani (1,64%). Pentru 33,96% din locuitori nu este cunoscută apartenența confesională.